# Мазуренко Семен Петрович
Семе́н Петро́вич Мазуре́нко (1879 — 192?) — український політичний діяч, дипломат.

## Біографія
Народився в 1879 році у слободі Криворіжжя (Криворядне) Донецького округу Області війська Донського (нині село Ростовської області, РФ) в родині заможного селянина-адвоката. Брат В.Мазуренка та Ю.Мазуренка. У 1905 брав участь у революційних подіях в Україні, виступив одним з організаторів Селянського Союзу.
У 1906 — був заарештований і засланий.
З 1917 — член УСДРП.
З 01.1919 по 1920 — за дорученням Уряду Української Народної Республіки, на чолі дипломатичної місії перебував у Москві. Вів переговори з представниками більшовицького уряду про можливість досягнення порозуміння з радянською Росією, припинення воєнної агресії проти УНР та визнання її незалежності. За директивами В. Винниченка погоджувався на запровадження радянської форми влади в УНР (при умові пропорційного представництва селян і робітників у Радах), укладення економічного союзу з РСФРР, дотримання Україною принципу нейтралітету. 17 січня почалися переговори, від РНК РСФРР головував Д.Мануїльський. Обговорення поставленого делегацією питання про припинення наступу російських радянських військ в Україні було заблоковано російською стороною — запропонувала укласти пакт про спільну боротьбу проти експедиційних військ Антанти, Всевеликого війська Донського та Денікіна. Через невизнання московським керівництвом права УНР на самостійність та продовження воєнних дій більшовиків на території України, місія була змушена припинити переговори.
З 1920 — працював в Україні.
У 1925 — заарештований більшовицькими спецслужбами. Подальша доля невідома.